# Montana (1950)
Montana is een Amerikaanse western in Technicolor uit 1950 onder regie van Ray Enright.

## Verhaal
De film speelt zich af in de jaren '70 van de 19e eeuw in Montana, in een tijd dat schapenfokkers niet welkom waren en op de grens van de staat werden begroet met een vriendelijke aankondiging dat 'iedere schapenfokker die de grens overschrijdt wordt gedood'. In Montana leven namelijk uitsluitend runderfokkers en heerste een hevige rivaliteit met de schapenfokkers. Morgan Lane is zo een schapenfokker, die van Australië naar Montana verhuist in de hoop om hier een toekomst te bouwen en zich niet laat afschrikken door de waarschuwingen.
Het land wordt beheerst door één man en één vrouw, samen verloofd. Als compagnon van een eerzame koopman weet hij door te dringen in het hol van de leeuw. Hij wint zelfs haar hart voor zich, maar voelt zich verraden wanneer ze zijn ware identiteit achterhaalt en verklaart hem de oorlog. Morgan weet uiteindelijk zijn zin door te drijven en verovert zijn tegenstandster, wier toekomstige echtgenoot in het gevecht was omgekomen. Hij neemt uiteindelijk zijn kudde mee naar het dorp, waar de vrouw hem uiteindelijk neerschiet. 

## Rolverdeling
| Acteur          | Personage           |
| --------------- | ------------------- |
| Errol Flynn     | Morgan Lane         |
| Alexis Smith    | Maria Singleton     |
| Douglas Kennedy | Rod                 |
| Ian MacDonald   | Reeves              |
| Lester Matthews | Forsythe            |
| Lane Chandler   | Sheriff Jake Overby |

## Productie
Warner Brothers kondigde de film al in juni 1940 aan en in augustus 1941 werd Errol Flynn aangesteld als hoofdrolspeler. Het project liep vertraging op vanwege de Tweede Wereldoorlog. In de zomer van 1947 blies de studio het project een nieuw leven in, met Vincent Sherman als regisseur en Flynn nog steeds als ster. Ronald Reagan werd op een gegeven moment genoemd als mogelijke vervanger van Flynn, maar uiteindelijk speelde Flynn dan toch de rol.
De film werd in de nazomer van 1948 opgenomen. Voor Errol Flynn en Alexis Smith was deze film hun vierde en laatste gezamenlijke project. Het contract van Smith bij Warner Brothers werd na deze film beëindigd.

## Ontvangst
Montana werd door Amerikaanse critici bestempeld als routinefilm, maar Karl Freund ontving wel veel positieve kritieken voor zijn camerawerk. Ook de Nederlandse pers stond niet uitgebreid stil bij de film. Een enkele recensie verscheen in Het Vrije Volk, waar de recensent het "een gezellige filmpotpourri" noemde waar er voor elk wat wils is: "Er wordt een pittig robbertje gevochten, op pistool en op de vuist en bovendien is het boeien te zien, hoe door dat mooie Amerikaanse bergland de kudden runderen en schapen worden voortgedreven."